# Trandolapril
Trandolaprilul este un medicament antihipertensiv, fiind utilizat în tratamentul hipertensiunii arteriale. Acționează ca inhibitor al enzimei de conversie a angiotensinei (IECA). Calea de administrare disponibilă este cea orală.
A fost brevetat în 1981 și a fost aprobat pentru uz medical în 1993.